# Berrícano
Berrícano (en euskera y oficialmente Berrikano) es un concejo del municipio de Cigoitia, en la provincia de Álava, País Vasco (España).

## Geografía física
Se sitúa en un pequeño llano, lugar de paso entre la Llanada Alavesa y el valle de Cigoitia, paso que se ha visto incrementado con la mejora de las comunicaciones y el asfaltado de los antiguos caminos parcelarios.

### Ubicación
|                 | Norte: Eribe |               |
| Oeste: Záitegui |              | Este: Buruaga |
|                 | Sur: Apodaca |               |

## Historia
Hacia mediados del siglo XIX, el lugar, ya por entonces perteneciente a Cigoitia, tenía contabilizada una población de setenta habitantes. Aparece descrito en el cuarto volumen del Diccionario geográfico-estadístico-histórico de España y sus posesiones de Ultramar de Pascual Madoz con las siguientes palabras:

BERRICANO: l. en la prov. de Alava, part. jud. de Vitoria (2 leg.), aud. terr. de Burgos, c. g. de las provincias Vascongadas, dióc. de Calahorra (19), ayunt. de Cigoitia (1/2): sit. en llano y al pie de una pequeña eminencia; combatido principalmente por los aires del N.; el clima es sano, aunque algo propenso á pulmonias. Tiene 10 casas, un palacio fundado por el Illmo. D. Juan Sanez de Buruaga Ortiz de Landaluce, natural de este pueblo, ob. que fué de Lugo hasta 1768, en que fué promovido al arz. de Zaragoza, donde murió en 14 de mayo de 1777: una parr. (Sta. Maria), servida por un cura beneficiado de provision del diocesano en concurso general; una ermita dedicada á San Roque, sit. á la der. del camino que dirije á Erive, á cuyo l. tambien corresponde, y una fuente de agua dulce para surtido de los vec. Confina el térm. N. Ondategui y Erive (1/4 leg.); E. Buruaga (igual dist.); S. Echavarri y Apodaca (1/2), y O. Letona y Zaitegui (1/3). El terreno es flojo y de mediana calidad, la parte montuosa cria algunos chaparros, arbustos y yerba para el ganado; hay dos depósitos de agua de lluvias, uno formado con paredes en el monte, y otro en la parte inferior del pueblo de igual construccion, y ambos sirven para abrevadero de las bestias de labor y para otros usos. Los caminos son locales, de herradura y en mediano estado: el correo se recibe de Vitoria. prod.: trigo, cebada, mistura y legumbres, se cria ganado caballar, de lana y cabrio, y hay caza de liebres, perdices y otras aves de paso. pobl.: 12 vec., 70 alm. riqueza y contr. (V. Alava intendencia.)
(Madoz, 1846, p. 286)

En 2022, tenía empadronados 155 habitantes.

## Demografía
| Gráfica de evolución demográfica de Berrícano entre 2000 y 2017 |
|                                                                 |
| Población de derecho según los censos de población del INE.     |

## Cultura

### Patrimonio material

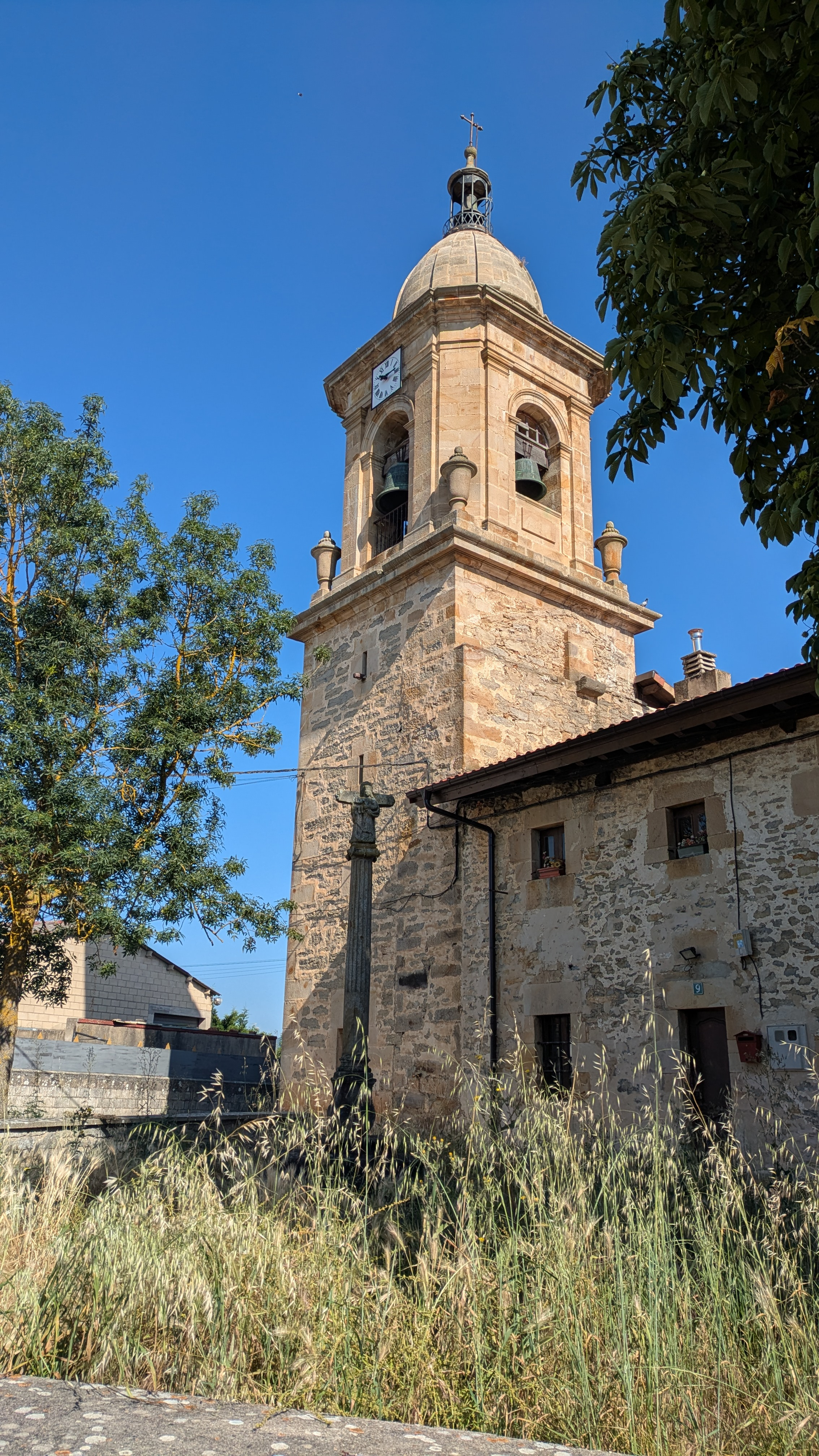
Iglesia y crucero de Berrikano

Iglesia de la Natividad de Nuestra Señora:
Fábrica protogótica del siglo XIII, ampliada en el siglo XVI con dos capillas laterales en la cabecera. Planta original rectangular con nave de tres tramos con bóvedas y arcos apuntados. Doble arco triunfal. Al este, ventanal central románico con dos arquivoltas, una de hojas de acanto y la otra con varias figuras humanas; imposta ajedrezada. Sobre el ventanal, escudo en piedra del arzobispo Juan Sáenz de Buruaga. El interior, no muy grande, ofrece un conjunto de gran valor. El interesante retablo mayor es rococó, de la segunda mitad del siglo XVIII. Probablemente sea obra de Francisco Manuel de Moraza. En el cuerpo principal, cuatro columnas corintias y en la hornacina central la Virgen con el Niño de hacia 1300. En las calles laterales, en hornacinas con frontones partidos, buenas imágenes de la época del retablo de San Juan Bautista y San Francisco de Paula. Como remate y ajustado a la bóveda, un Calvario. Retablos laterales barrocos de San Prudencio y de la Virgen del Rosario, de mediados del siglo XVIII. Sagrario con decoración vegetal al igual que en los bancos. En los remates de los retablos, buenas tallas renacentistas, del siglo XVI, de María Magdalena y de San Pedro. En el templo hay otros muchos elementos de interés, fruto del enriquecimiento de éste que promovió el arzobispo Sáenz de Buruaga. Baptisterio con barandilla de madera de dos cuerpos. Pila de cazoletas lisas, con pie y base cilíndricos con estrías. Coro de arco rebajado apeado en pilastras. Buena barandilla de hierro con símbolos episcopales. En la sacristía, relieves de los Evangelistas del retablo del siglo XVI. Muy interesantes orfebrería, adornos y cajonera. La torre campanario es neoclásica, de finales del siglo XVIII.
En 1838, al final de la primera guerra carlista, el general liberal Zurbano ordenó dar fuego a la iglesia, pero su pronta marcha permitió que el fuego, rápidamente sofocado, no provocara daños irreparables.

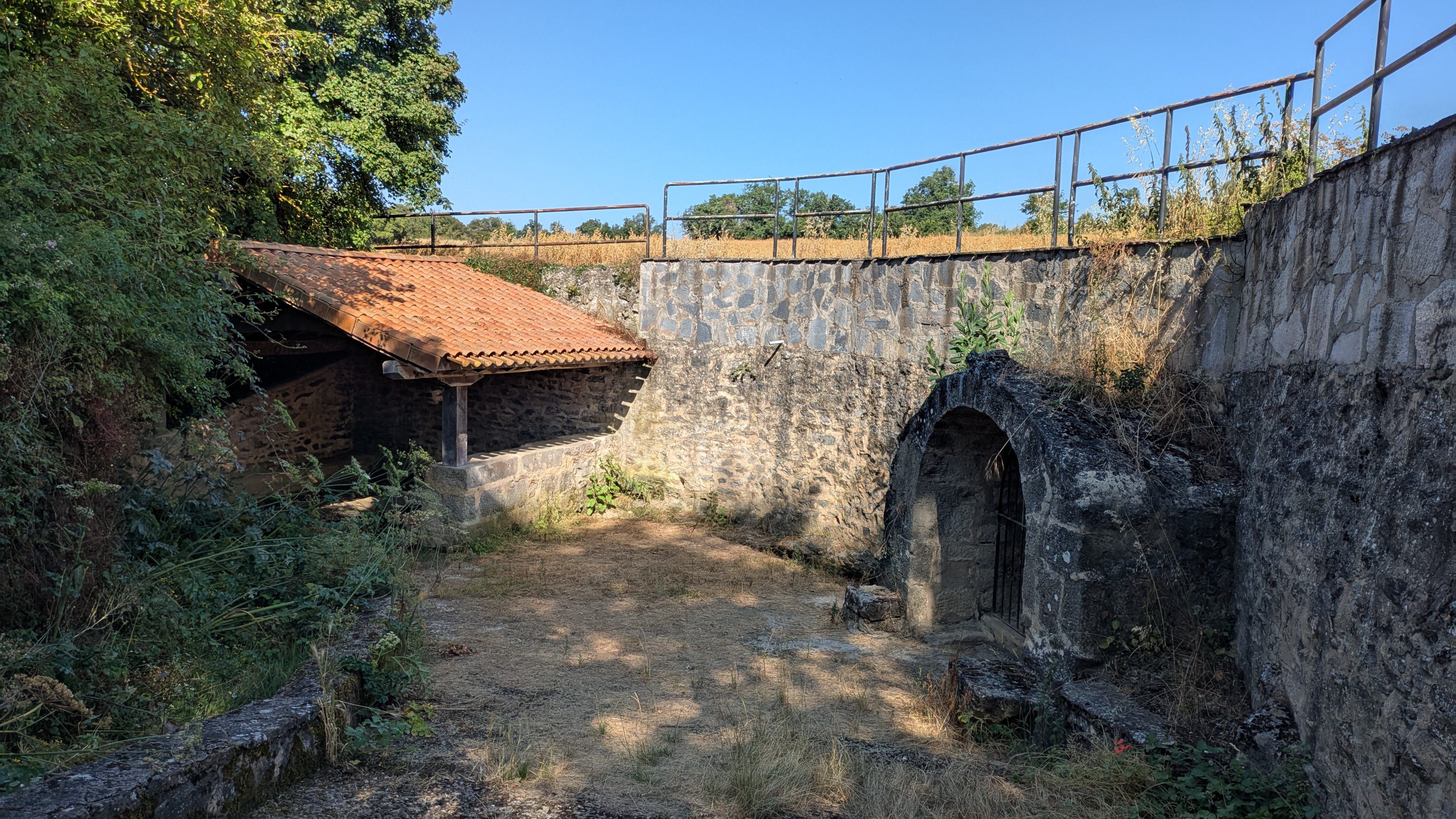
Fuente-lavadero

Crucero: Sobre dos gradas cuadrangulares se apoya una basa con perfil de campana invertida, con plinto y toro. El fuste es de una sola pieza de piedra. Capitel jónico. La cruz cimera presenta en el reverso la imagen de la Virgen con el Niño. En el anverso la imagen del Crucificado. Bajo él sobresale un pequeño Calvario y encima una cartela con la inscripción INRI. Aunque la ubicación original debió ser otra, preside un pequeño espacio frente al pórtico de la iglesia.
Fuente-lavadero: Fuente compuesta por un depósito de planta rectangular con fábrica de sillería y mampostería caliza. Se encuentra abovedada con boquilla exterior en arco de medio punto ligeramente rebajado. Sobre la clave central del arco se apoya un canecillo con cara antropomórfica de traza románica, reaprovechado posiblemente de la iglesia de la Natividad. El lavadero es de planta rectangular formado por tres paredes de mampostería, una zaguera totalmente cerrada y dos laterales a media altura que soportan el peso de la cubierta a dos aguas.

### Patrimonio inmaterial

#### Festividades
Las fiestas del pueblo se celebran el 8 de septiembre, día de la Natividad de la Virgen.